# Фузара (Напуљ)
Фузара је насеље у Италији у округу Напуљ, региону Кампанија.
Према процени из 2011. у насељу је живело 36 становника. Насеље се налази на надморској висини од 7 м.